# Actus (unità di misura)
Con il termine actus (pl. actus) si indicava un insieme di unità di misura romane utilizzate per definire superfici. 

## Descrizione
In particolare si avevano:
- l'actus minimus: 120×4 piedi (35,5×1,2 metri);
- l'actus quadratus o acnua, agnua: 120×120 piedi (35,5×35,5 metri);
- l'actus duplicatus: 240×120 piedi (71×35,5 metri).

Queste misure erano utilizzate soprattutto nell'ambito delle centuriazioni.
Un esempio è il tessuto urbanistico del centro storico di Corigliano d'Otranto in provincia di Lecce nel quale, fra via Capiterra e via Cavour, è individuabile un rettangolo abitativo strutturato su lotti corrispondenti a multipli o sottomultipli dell'actus romano.